# عین البیضا، جرابلس
عین البیضا (به عربی: عین البیضا) یک روستا در سوریه است که در ناحیه مرکز جرابلس واقع شده‌است. عین البیضا ۱٬۱۱۱ نفر جمعیت دارد.